# Tommy Wiking
Tommy Wiking, född 27 augusti 1968, är en svensk idrottsledare som år 2000 valdes till ordförande för Svenska Amerikansk Fotbollförbundet. 2006 valdes han till ordförande för IFAF . 2008 omvaldes han för ytterligare fyra år.
Efter ha ansvarat för diverse oegentligheter, som fråntog Sverige rätten att arrangera VM 2015  är Wiking inte längre förtroendevald i varken SAFF eller IFAF.